# Filémon Duarte de Almeida
Filémon da Silveira Duarte de Almeida (Porto, 1882 — 1962), ao tempo conhecido por Philemon Duarte de Almeida, foi um oficial da Armada Portuguesa que exerceu importantes funções políticas, entre as quais as de Ministro das Colónias no governo de António Maria da Silva, em funções 1 de julho a 1 de agosto de 1925. Distinguiu-se como opositor ao regime do Estado Novo.

## Biografia
Nascido em 1882 no Porto, assentou praça em 1899, frequentou a Escola Naval e foi promovido a guarda-marinha em 1903. Chegou a Angola em Fevereiro de 1904, onde ficou até Março do ano seguinte cumprindo os seus tirocínios e sendo promovido a segundo-tenente em Novembro de 1905. Participou nas operações do Cuamato de 3 de Agosto a 27 de Dezembro de 1904. Atingiu o posto de capitão-tenente em 1919. Republicano, veio a ser episodicamente Ministro das Colónias em 1925. Participante na revolta de Fevereiro de 1927 contra a Ditadura Militar, foi demitido e abatido ao efectivo em Março do mesmo ano.